# 구니미촌
구니미촌(国見村)은 후쿠이현 뉴군에 설치되었던 촌이다.